# Liste der Baudenkmäler in Stegaurach
Auf dieser Seite sind die Baudenkmäler in der oberfränkischen Gemeinde Stegaurach zusammengestellt. Diese Tabelle ist eine Teilliste der Liste der Baudenkmäler in Bayern. Grundlage ist die Bayerische Denkmalliste, die auf Basis des Bayerischen Denkmalschutzgesetzes vom 1. Oktober 1973 erstmals erstellt wurde und seither durch das Bayerische Landesamt für Denkmalpflege geführt wird. Die folgenden Angaben ersetzen nicht die rechtsverbindliche Auskunft der Denkmalschutzbehörde.
 Diese Liste gibt den Fortschreibungsstand vom 20. Dezember 2023 wieder und enthält 28 Baudenkmäler.

## Baudenkmäler nach Ortsteilen

### Stegaurach
| Lage                                                         | Objekt                                   | Beschreibung | Akten-Nr.    | Bild               |
| ------------------------------------------------------------ | ---------------------------------------- | --- | ------------ | ------------------ |
| Bamberger Straße 2 (Standort)                                | Pfarrkirche Unbefleckte Empfängnis Mariä | Viergeschossiger Chorturm mit gerippter Zwiebelhaube, eingezogener Chor, 1746/47 von Johann Christian Schindler, moderner Langhausneubau; mit Ausstattung                                          | D-4-71-191-1 | weitere Bilder     |
| Hartlandener Straße 4 (Standort)                             | Bauernhaus                               | Zweigeschossiger Mansardwalmdachbau, traufständig, massiv und verputzt, Mitte 18. Jahrhundert | D-4-71-191-2 | Bauernhaus         |
| Nähe Hartlandener Straße, 500 m südlich des Ortes (Standort) | Sogenannte Siebenschläferkapelle         | Massiver Satteldachbau, verputzt, gequaderte Ecklisenen, dreiseitig geschlossen; bezeichnet 1696, von Bonaventura Rauscher, renoviert 1892; mit Ausstattung                                        | D-4-71-191-6 | weitere Bilder     |
| Mühlendorfer Straße 4 a (Standort)                           | Ehemaliger Gutshof                       | zweigeschossiger Mansardwalmdachbau, massiv und verputzt, Mitte 18. Jh.; zugehörig Freitreppe, nach 1945                                                                                           | D-4-71-191-3 | Ehemaliger Gutshof |
| Mühlendorfer Straße 4 a (Standort)                           | Stadelremise                             | giebelständiger Satteldachbau, massiv und verputzt, mit Korbbogentor und querovalen Öffnungen | D-4-71-191-3 | BW                 |
| Mühlendorfer Straße 6 (Standort)                             | Bauernhaus                               | zweigeschossiger Walmdachbau, Putzfassade mit geohrten Fensterrahmen, Ecklisenen und Geschossgesims, 1803/05 (dendro.dat.).                                                                        | D-4-71-191-4 | Bauernhaus         |
| Schloßplatz 3 (Standort)                                     | Ehemaliges Böttingersches Landhaus       | Eingeschossiger unterkellerter Walmdachbau, massiv und verputzt, Fenster mit Brüstungsfeldern, Freitreppe, 1723–27 wohl von Johann Dientzenhofer, Johann Dientzenhofer, im Inneren z. T. verändert | D-4-71-191-5 | weitere Bilder     |
| Schloßplatz 3 (Standort)                                     | Einfriedung                              | um 1725 | D-4-71-191-5 | BW                 |
| Schloßplatz 3 (Standort)                                     | Garten                                   | zugehörig großer terrassierter Garten mit Resten der barockzeitlichen Gartenstrukturen, Mitte und 2. Hälfte 18. Jh.                                                                                | D-4-71-191-5 | weitere Bilder     |

### Debring
| Lage                                     | Objekt                           | Beschreibung | Akten-Nr.     | Bild                |
| ---------------------------------------- | -------------------------------- | --- | ------------- | ------------------- |
| Am Anger 3 (Standort)                    | Ehemals herrschaftliches Anwesen | zweigeschossiger, verputzter Massivbau mit Mansardwalmdach, 1709/10 (dendro.dat.), 1821/22 (dendro.dat.) gen Osten erweitert und Dach erneuert | D-4-71-191-7  | BW                  |
| Am Anger 3 (Standort)                    | Remise mit Holzlege              | zum Hof zweigeschossiger, verputzter Massivbau mit Frackdach, Südwestecke abgerundet, 1830/31 (dendro.dat.)                                    | D-4-71-191-7  | Remise mit Holzlege |
| Am Anger 3 (Standort)                    | Hofeinfahrt                      | verputzte Ziegelmauer mit zwei Torpfeilern mit pyramidaler Abdeckung, 18./19. Jh.                                                              | D-4-71-191-7  | Hofeinfahrt         |
| Hochleite, westlich des Ortes (Standort) | Chaussee                         | Teilstück der Trasse Würzburg-Bamberg, von Bäumen gesäumt, 1766                                                                                | D-4-71-191-24 | Chaussee            |
| Mittelberg (Standort)                    | Flurkreuz „Der alte Berg“        | Holz, mit reicher Blechverdachung, um 1900 | D-4-71-191-25 | BW                  |
| Mutzershof 3 (Standort)                  | Bauernhaus                       | Stattlicher, zweigeschossiger Satteldachbau mit Kniestock, massiv und verputzt, Pilastergliederung im Obergeschoss, mittleres 19. Jahrhundert  | D-4-71-191-8  | BW                  |
| Würzburger Straße 3 (Standort)           | Kruzifix                         | Holz, mit reicher Blechverdachung, um 1900 | D-4-71-191-26 | BW                  |

### Dellern
| Lage                  | Objekt   | Beschreibung                 | Akten-Nr.     | Bild     |
| --------------------- | -------- | ---------------------------- | ------------- | -------- |
| In Dellern (Standort) | Kruzifix | Sandstein, bezeichnet „1909“ | D-4-71-191-27 | Kruzifix |

### Hartlanden
| Lage                                                                       | Objekt                                         | Beschreibung | Akten-Nr.     | Bild                                  |
| -------------------------------------------------------------------------- | ---------------------------------------------- | --- | ------------- | ------------------------------------- |
| Am Weg von Dellerhof nach Grasmannsdorf, Flurabteilung Neureuth (Standort) | Kreuzstein, sogenanntes Schwedenkreuz          | Sandstein, wohl spätmittelalterlich | D-4-71-191-10 | Kreuzstein, sogenanntes Schwedenkreuz |
| Ringstraße 24 (Standort)                                                   | Katholische Kapelle Freudenreiche Muttergottes | Massiv und verputzt, dreiseitig geschlossen, Sakristeianbau, Satteldach mit Giebelreiter, neubarock, bezeichnet „1906“; mit Ausstattung | D-4-71-191-9  | BW                                    |

### Höfen
| Lage                                | Objekt                         | Beschreibung | Akten-Nr.              | Bild                       |
| ----------------------------------- | ------------------------------ | --- | ---------------------- | -------------------------- |
| Höfener Hauptstraße 25 a (Standort) | Filialkirche Mariä Himmelfahrt | Saalbau, eingezogener Chor halbrund geschlossen, Sakristeianbau, Satteldach mit Dachreiter, neubarock/neuromanisch, 1888, erweitert 1955; mit Ausstattung     | D-4-71-191-11 Wikidata | weitere Bilder             |
| Höfener Hauptstraße 27 (Standort)   | Gasthaus                       | Stattlicher, zweigeschossiger Walmdachbau, massiv und verputzt, 18./19. Jahrhundert                                                                           | D-4-71-191-12          | BW                         |
| Höfener Hauptstraße 32 (Standort)   | Stadel                         | Fachwerk, Satteldach mit Fledermausgauben, 18. Jahrhundert | D-4-71-191-13          | BW                         |
| Kühruhweg 1 (Standort)              | Ehemaliges Schloss Seehaus     | Wohnhaus, zweigeschossiger Satteldachbau, im Kern zweite Hälfte 18. Jahrhundert unter Verwendung älterer Teile, Fachwerk, verputzt, villenartig umgebaut 1903 | D-4-71-191-14          | Ehemaliges Schloss Seehaus |

### Knottenhof
| Lage                    | Objekt  | Beschreibung | Akten-Nr.     | Bild |
| ----------------------- | ------- | --- | ------------- | ---- |
| Knottenhof 1 (Standort) | Scheune | der mutmaßlichen ehem. herrschaftlichen Ökonomie der alten Burg, lang gestreckter, verputzter Satteldachbau mit drei Toren und Aufzugsgauben, wohl Mitte 18. Jh. | D-4-71-191-15 | BW   |
| Knottenhof 2 (Standort) | Scheune | der mutmaßlichen ehem. herrschaftlichen Ökonomie der alten Burg, lang gestreckter, verputzter Satteldachbau mit drei Toren und Aufzugsgauben, wohl Mitte 18. Jh. | D-4-71-191-15 | BW   |

### Mühlendorf
| Lage                                        | Objekt            | Beschreibung                       | Akten-Nr.     | Bild |
| ------------------------------------------- | ----------------- | ---------------------------------- | ------------- | ---- |
| Nähe Auenweg, östlicher Friedhof (Standort) | Kreuzigungsgruppe | Gefallenendenkmal, Sandstein, 1921 | D-4-71-191-16 | BW   |

### Unteraurach
| Lage                       | Objekt                                              | Beschreibung | Akten-Nr.     | Bild           |
| -------------------------- | --------------------------------------------------- | --- | ------------- | -------------- |
| Dorfstraße 4 (Standort)    | Ehemaliger Wirtschaftshof des Klosters Michaelsberg | Zweigeschossiger Mansardhalbwalmdachbau, Erdgeschoss massiv und verputzt, geohrte Fenstergewände, Obergeschoss Fachwerk, eingeschossiger Anbau mit Satteldach, 18. Jahrhundert | D-4-71-191-18 | weitere Bilder |
| Dorfstraße 10 (Standort)   | Bauernhaus                                          | Zweigeschossiger Mansardhalbwalmdachbau, Erdgeschoss massiv und verputzt, geohrte Fenstergewände, Obergeschoss Fachwerk, eingeschossiger Anbau mit Satteldach, 18. Jh.         | D-4-71-191-19 | Bauernhaus     |
| Nähe Dorfstraße (Standort) | Katholische Kapelle Schmerzhafte Muttergottes       | Saalbau, eingezogener Chor mit 5/8-Schluss, Sakristeianbau, Satteldach, Giebelreiter mit Zwiebelhaube, neubarock, 1909; mit Ausstattung                                        | D-4-71-191-17 | BW             |

### Waizendorf
| Lage                                 | Objekt                   | Beschreibung                                                                                                   | Akten-Nr.     | Bild           |
| ------------------------------------ | ------------------------ | --- | ------------- | -------------- |
| Frensdorfer Straße 2 (Standort)      | Bauernhaus               | Zweigeschossiges, giebelständiges Satteldachhaus, Fachwerk verputzt, 18./Mitte 19. Jahrhundert                 | D-4-71-191-20 | BW             |
| Frensdorfer Straße 4 (Standort)      | Bauernhof: Wohnstallhaus | Zweigeschossiges, giebelständiges Wohnstallhaus mit Satteldach und Sandsteingliederung, frühes 19. Jahrhundert | D-4-71-191-28 | weitere Bilder |
| Frensdorfer Straße 4a (Standort)     | Bauernhof: Nebengebäude  | Satteldach, erste Hälfte 19. Jahrhundert                                                                       | D-4-71-191-28 | BW             |
| Frensdorfer Straße 5, 5 a (Standort) | Bauernhaus               | Zweigeschossiger, giebelständiger Halbwalmdachbau, massiv und verputzt, 18./Mitte 19. Jahrhundert              | D-4-71-191-21 | weitere Bilder |
| Frensdorfer Straße 5a, 5b (Standort) | Stadel                   | massiv und Fachwerk, Walmdach, 18. Jahrhundert                                                                 | D-4-71-191-21 | BW             |
| Nähe Frensdorfer Straße (Standort)   | Stall                    | massiv und Fachwerk, Satteldach                                                                                | D-4-71-191-21 | BW             |
| Kapellenstraße 1 (Standort)          | Bauernhaus               | Eingeschossiger, giebelständiger Satteldachbau, massiv und verputzt, um 1800                                   | D-4-71-191-22 | BW             |
| Rohrwiesen (Standort)                | Heiligenhäuschen         | Giebelbedachung mit Ziegeln, mit Wies-Heiland, Mitte 18. Jahrhundert                                           | D-4-71-191-23 | BW             |